# К'єзіна-Уццанезе
К'єзіна-Уццанезе (італ. Chiesina Uzzanese) — муніципалітет в Італії, у регіоні Тоскана,  провінція Пістоя.
К'єзіна-Уццанезе розташовані на відстані близько 260 км на північний захід від Рима, 45 км на захід від Флоренції, 20 км на південний захід від Пістої.
Населення — 4556 осіб (2014).
Щорічний фестиваль відбувається 5 серпня. Покровитель — Madonna della neve.

## Демографія
Населення за роками:

Станом на 1 січня 2023 року в муніципалітеті офіційно проживало 519 іноземців з 36 країн, серед них 124 громадяни країн Євросоюзу та 11 громадян України.

## Сусідні муніципалітети
- Альтопашіо
- Буджано
- Фучеккьо
- Монте-Карло
- Пеша
- Понте-Буджанезе
- Уццано